# Astilio
Nella mitologia greca,  Astilio   era il nome di uno dei tanti centauri; ma, a differenza degli altri, era dotato di arti magiche.

## Il mito
Astilio era dotato di enormi capacità di indovino, soprattutto per uno della sua razza. Fu lui a predire la morte di Ippodamia proprio nel giorno delle sue nozze.
Si oppose invano ai fratelli centauri, ammonendoli che non facessero guerra contro i Lapiti poiché prevedeva un esito infelice per la sua gente. Ma la guerra scoppiò su una disputa e Astilio fuggì con Nesso lontano dagli scontri.

### Moderna
- Anna Ferrari, Dizionario di mitologia, Litopres, UTET, 2006, ISBN 88-02-07481-X.
- Anna Maria Carassiti, Dizionario di mitologia classica, Roma, Newton, 2005, ISBN 88-8289-539-4.